# Bitch Please II
Bitch Please II er den første single fra albummet The Marshall Mathers LP (2000) af Eminem. Med på sangen er også Dr. Dre, Xzibit, Snoop Dogg og Nate Dogg.